# A Lyga 2006
La A Lyga 2006 fue la 17ª edición del torneo de fútbol más importante de Lituania que se jugó del 15 de abril al 12 de noviembre y que contó con la participación de diez equipos.
El FBK Kaunas gana su sexto título nacional de liga.

## Clasificación
| Pos. | Equipo         | Pts. | PJ | G  | E  | P  | GF | GC  | Dif. | Clasificación o descenso                      |
| ---- | -------------- | ---- | -- | -- | -- | -- | -- | --- | ---- | --------------------------------------------- |
| 1    | FBK Kaunas (C) | 88   | 36 | 28 | 4  | 4  | 85 | 30  | +55  | Primera Ronda Clasificatoria Champions League |
| 2    | Ekranas        | 67   | 36 | 20 | 7  | 9  | 63 | 39  | +24  | Primera Ronda Clasificatoria UEFA Cup         |
| 3    | Vėtra          | 61   | 36 | 17 | 10 | 9  | 49 | 35  | +14  | Primera Ronda Intertoto Cup                   |
| 4    | Žalgiris       | 54   | 36 | 14 | 12 | 10 | 52 | 39  | +13  |                                               |
| 5    | Sūduva         | 53   | 36 | 15 | 8  | 13 | 48 | 44  | +4   | Primera Ronda Clasificatoria UEFA Cup         |
| 6    | Atlantas       | 52   | 36 | 14 | 10 | 12 | 46 | 41  | +5   |                                               |
| 7    | Vilnius        | 47   | 36 | 11 | 14 | 11 | 46 | 40  | +6   |                                               |
| 8    | Šiauliai       | 41   | 36 | 10 | 11 | 15 | 42 | 46  | −4   |                                               |
| 9    | Šilutė (D)     | 18   | 36 | 5  | 3  | 28 | 25 | 77  | −52  | Playoff de Descenso                           |
| 10   | Nevėžis (D)    | 17   | 36 | 4  | 5  | 27 | 35 | 100 | −65  | Descenso a la 1 Lyga                          |

 Fuente: www2.omnitel.net

## Resultados
| Local \ Visitante | ATL | EKR | FBK | NEV | SŪD | ŠIA | ŠIL | VĖT | VIL | ŽAL |
| ----------------- | --- | --- | --- | --- | --- | --- | --- | --- | --- | --- |
| Atlantas          |     | 2–0 | 1–2 | 1–1 | 3–0 | 1–0 | 2–1 | 2–1 | 0–0 | 0–0 |
| Ekranas           | 0–0 |     | 1–2 | 5–1 | 0–0 | 2–0 | 0–0 | 4–1 | 1–1 | 1–0 |
| FBK Kaunas        | 2–1 | 0–1 |     | 2–0 | 2–0 | 3–0 | 6–1 | 4–0 | 3–2 | 2–1 |
| Nevėžis           | 2–3 | 0–4 | 1–3 |     | 0–2 | 0–3 | 2–1 | 3–2 | 1–5 | 1–5 |
| Sūduva            | 1–0 | 1–4 | 1–3 | 3–0 |     | 1–1 | 1–0 | 1–1 | 1–1 | 3–1 |
| Šiauliai          | 3–1 | 4–1 | 1–2 | 5–0 | 2–1 |     | 0–1 | 0–0 | 1–1 | 0–0 |
| Šilutė            | 1–2 | 1–3 | 0–3 | 1–2 | 0–3 | 1–1 |     | 0–4 | 0–1 | 0–1 |
| Vėtra             | 2–2 | 2–0 | 1–4 | 2–0 | 1–0 | 1–1 | 1–1 |     | 1–0 | 0–1 |
| Vilnius           | 1–4 | 0–0 | 2–2 | 2–0 | 0–0 | 0–1 | 2–1 | 0–0 |     | 0–3 |
| Žalgiris          | 0–1 | 0–2 | 1–2 | 2–1 | 0–0 | 2–3 | 0–1 | 1–1 | 1–1 |     |

| Local \ Visitante | ATL | EKR | FBK | NEV | SŪD | ŠIA | ŠIL | VĖT | VIL | ŽAL |
| ----------------- | --- | --- | --- | --- | --- | --- | --- | --- | --- | --- |
| Atlantas          |     | 1–3 | 2–1 | 2–0 | 0–1 | 1–1 | 4–1 | 0–0 | 1–2 | 2–2 |
| Ekranas           | 3–1 |     | 0–1 | 1–1 | 0–1 | 2–0 | 3–1 | 1–0 | 2–0 | 4–3 |
| FBK Kaunas        | 1–1 | 4–0 |     | 1–1 | 2–0 | 2–0 | 4–0 | 1–2 | 2–1 | 2–2 |
| Nevėžis           | 0–1 | 3–6 | 2–6 |     | 1–3 | 2–5 | 3–4 | 0–2 | 2–2 | 1–4 |
| Sūduva            | 3–1 | 1–3 | 0–3 | 2–0 |     | 2–0 | 2–0 | 1–2 | 2–1 | 2–3 |
| Šiauliai          | 0–0 | 1–3 | 3–0 | 0–0 | 1–1 |     | 2–1 | 0–4 | 0–2 | 0–2 |
| Šilutė            | 1–0 | 0–1 | 0–3 | 1–2 | 1–4 | 1–0 |     | 1–2 | 1–3 | 0–2 |
| Vėtra             | 2–1 | 2–0 | 0–1 | 1–0 | 2–1 | 2–1 | 5–1 |     | 1–0 | 0–1 |
| Vilnius           | 0–1 | 2–0 | 1–3 | 5–0 | 5–3 | 1–1 | 1–0 | 0–0 |     | 0–0 |
| Žalgiris          | 3–1 | 2–2 | 0–1 | 3–2 | 0–0 | 2–1 | 2–0 | 1–1 | 1–1 |     |

## Playoff de descenso
| Equipo 1   | Agr.         | Equipo 2 | Ida | Vuelta |
| ---------- | ------------ | -------- | --- | ------ |
| Interas-AE | 2–2 (4–3 p.) | Šilutė   | 1–0 | 1–2    |